# Дзерславиці
Дзерславиці (пол. Dziersławice, нім. Hagen) — село в Польщі, у гміні Дещно Ґожовського повіту Любуського воєводства.
Населення — 98 осіб (2011).
У 1975-1998 роках село належало до Гожовського воєводства.

## Демографія
Демографічна структура станом на 31 березня 2011 року:
|          | Загалом | Допрацездатний вік | Працездатний вік | Постпрацездатний вік |
| -------- | ------- | ------------------ | ---------------- | -------------------- |
| Чоловіки | 44      | 8                  | 29               | 7                    |
| Жінки    | 54      | 11                 | 31               | 12                   |
| Разом    | 98      | 19                 | 60               | 19                   |